# Tomb Raider: Elixir of Life
Tomb Raider: Elixir of Life is het derde computerspel uit de Tomb Raider-trilogie voor mobiele telefoon, uit de serie gepubliceerd door Eidos Interactive en ontwikkeld door Core Design. De avonturen van vrouwelijke archeoloog Lara Croft staan centraal. Dit deel werd in samenwerking met Digital Bridges uitgegeven in 2005.

## Type telefoons
De type telefoons waarvoor dit spel geschikt is, zijn:
- Nokia 3200, 5100, 6100, 6220, 6610, 7210, 7250
- Nokia 3650, 7650, 6600
- Motorola v525, v600
- Motorola T720, T720i
- Sharp GX10, GX20
- Sagem My-V65

## Verhaal
In The Osiris Codex en Quest for Cinnabar heeft Lara voor een onbekende opdrachtgever de Osiris-codex en -cinnabar gevonden. Ze vermoedt dat haar werkgever van plan is om levenselixer te maken en heeft daarom moeite de artefacten af te staan. Lara dringt het kasteel van haar opdrachtgever in Schotland binnen om achter zijn identiteit en intenties te komen.